# Bratiškovci
Bratiškovci falu Horvátországban Šibenik-Knin megyében. Közigazgatásilag Skradinhoz tartozik.

## Fekvése
Šibenik központjától légvonalban 17, közúton 25 km-re északra, községközpontjától 9 km-re északra, Dalmácia középső részén, a Krka Nemzeti Park és az 56-os számú főút között fekszik.

## Története
A település területe a középkorban Kričke falu határához tartozott. A török 1522-ben foglalta el a környék várait, ezt követően főként Hercegovinából pravoszláv vallású lakosság telepedett itt meg. Az újonnan érkezettek 1572-ben felépítették Szent Miklós tiszteletére szentelt templomukat.  A török uralom a 17. század végén ért véget, mely után velencei uralom következett. 1797-ben a Velencei Köztársaság megszűnésével a Habsburg Birodalom része lett. 1806-ban Napóleon csapatai foglalták el és 1813-ig francia uralom alatt állt. Napóleon bukása után ismét Habsburg uralom következett, mely az első világháború végéig tartott. A településnek 1857-ben 375, 1910-ben 711 lakosa volt. Az I. világháború után rövid ideig az Olasz Királyság, ezután a Szerb-Horvát-Szlovén Királyság, majd Jugoszlávia része lett. 1991-ben lakosságának 98 százaléka szerb volt. A faluban alapiskola működött, ahova a környező települések tanulói is jártak. Az iskolában diszkotéka működött, mely népszerű volt a környék fiataljai körében. A falu mezőgazdasági szövetkezete is ismert volt. A délszláv háború során szerb lakói közül sokan csatlakoztak a JNA és a szerb felkelők csapataihoz és részt vettek a Plastovo környéki harcokban. A településnek 2011-ben 251 lakosa volt.

## Lakosság
| Lakosság változása | Lakosság változása | Lakosság változása | Lakosság változása | Lakosság változása | Lakosság változása | Lakosság változása | Lakosság változása | Lakosság változása | Lakosság változása | Lakosság változása | Lakosság változása | Lakosság változása | Lakosság változása | Lakosság változása | Lakosság változása |
| ------------------ | ------------------ | ------------------ | ------------------ | ------------------ | ------------------ | ------------------ | ------------------ | ------------------ | ------------------ | ------------------ | ------------------ | ------------------ | ------------------ | ------------------ | ------------------ |
| 1857               | 1869               | 1880               | 1890               | 1900               | 1910               | 1921               | 1931               | 1948               | 1953               | 1961               | 1971               | 1981               | 1991               | 2001               | 2011               |
| 375                | 535                | 495                | 556                | 682                | 711                | 530                | 591                | 847                | 663                | 621                | 591                | 607                | 582                | 149                | 251                |

## Nevezetességei
Szent Miklós tiszteletére szentelt szerb pravoszláv temploma 1572-ben épült. Egyhajós épület homlokzata előtt a templom arányaihoz képest nagyméretű harangtoronnyal. A templom körül temető található.

## Híres emberek
A falu szülötte Jandro Baljak a Jandrino Jato dalmáciai szerb népzenét játszó együttes alapítója.